# (221) Eos
(221) Eos es un asteroide perteneciente al cinturón de asteroides descubierto el 18 de enero de 1882 por Johann Palisa desde el observatorio de Viena, Austria.
Está nombrado por Eos, una diosa de la mitología griega.
Da nombre a la familia asteroidal de Eos, una de las tres primeras familias de Hirayama.